# Liao Wei-Chun
Liao Wei-Chun (27 de agosto de 1991) es una deportista taiwanesa que compitió en taekwondo. Ganó dos medallas en el Campeonato Asiático de Taekwondo en los años 2008 y 2012.

## Palmarés internacional
| Representando a China Taipéi |                              |                   |           |
| Campeonato Asiático          |                              |                   |           |
| Año                          | Lugar                        | Medalla           | Categoría |
| 2008                         | Luoyang (China)              | Medalla de bronce | –47 kg    |
| 2012                         | Ciudad Ho Chi Minh (Vietnam) | Medalla de oro    | –46 kg    |